# Ramón de la Torre
Ramón de la Torre Jiménez (Guadalajara; 2 de agosto de 1953) es un exfutbolista mexicano que jugó de centrocampista. Su hijo es el exfutbolista Diego de la Torre.

## Clubes
| Club              | País   | Año       |
| ----------------- | ------ | --------- |
| Toluca            | México | 1973-1981 |
| Atlético Potosino | México | 1981-1984 |
| Tampico Madero    | México | 1984-1985 |

## Palmarés

### Títulos nacionales
| Título           | Equipo | País   | Año     |
| ---------------- | ------ | ------ | ------- |
| Primera División | Toluca | México | 1974-75 |